# Eupsophus septentrionalis
Eupsophus septentrionalis är en groddjursart som beskrevs av Ibarra-Vidal, Ortiz och Torres-Pérez 2004. Eupsophus septentrionalis ingår i släktet Eupsophus och familjen Cycloramphidae. IUCN kategoriserar arten globalt som otillräckligt studerad. Inga underarter finns listade i Catalogue of Life.